# Oto moja miłość
Oto moja miłość także jako Eun Dong, moja miłość (kor. 사랑하는 은동아, Saranghaneun Eun-dong-a) – 16-odcinkowy serial południowokoreański z 2015 roku. Główne role odgrywają w nim Joo Jin-mo i Kim Sa-rang. Serial był emitowany w piątki i soboty na stacji jTBC od 29 maja do 18 lipca 2015 roku.
Przed emisją serii za pośrednictwem internetu opublikowano pięć piętnastominutowych prequeli, które pojawiały się kolejno raz na dwa dni od 18 maja 2015 roku.
Serial jest dostępny z napisami w języku polskim za pośrednictwem platformy Netflix pod tytułem Oto moja miłość, a także za pośrednictwem platformy Viki, pod tytułem Eun Dong, moja miłość.

## Fabuła
W 2015 roku znany aktor Ji Eun-ho zatrudnia ghostwritera Seo Jung-eun do napisania jego autobiografii. Eun-ho jest spięty, łatwo się irytuje i trudno się z nim pracuje, ale Jung-eun jest zafascynowana zleceniem, między innymi dlatego, że Eun-ho twierdzi, że został aktorem nie dlatego, że pragnął być sławny, ale dlatego, że miało mu to pomóc w odnalezieniu swojej pierwszej miłości, Ji Eun-dong. Relacja Eun-ho i Eun-dong rozciąga się przez dwie dekady i Eun-ho jest przekonany, że nie pokocha nikogo innego. Praca nad książką sprawia, że aktor wspomina Eun-dong i wspólnie spędzone chwile od czasu gdy po raz pierwszy się spotkali, gdy ten miał siedemnaście lat.

## Obsada
- Joo Jin-mo jako Ji Eun-ho, aktor. Naprawdę nazywa się Park Hyun-soo.
  - Jinyoung jako siedemnastoletni Park Hyun-soo[10]
  - Baek Sung-hyun jako dwudziestosiedmioletni Park Hyun-soo
- Kim Sa-rang jako Seo Jung-eun/Ji Eun-dong[11]
  - Lee Ja-in jako trzynastoletnia Ji Eun-dong
  - Yoon So-hee jako dwudziestotrzyletnia Ji Eun-dong
- Kim Tae-hoon jako Choi Jae-ho
  - Lee Hak joo jako dwudziestoczteroletni Choi Jae-ho
- Kim Yoo-ri jako Jo Seo-ryung
- Kim Yoon-seo jako Park Hyun-ah
- Lee Young-lan jako matka Hyun-soo
- Jung Dong-hwan jako Hyun
- Nam Kyung-eup jako trener Seo
- Seo Kap-sook jako pani Park
- Park Min-soo jako Ra-il
- Kim Yong-hee jako Lee Hyun-bal
- Kim Min-ho jako Go Dong-gyu
- Kim Mi-jin jako Go Mi-soon
- Jang Ki-yong jako Lee Seok-tae

## Nagrody
| Rok  | Ceremonia             | Kategoria                               | Nominowany  | Rezultat  | Źródło |
| ---- | --------------------- | --------------------------------------- | ----------- | --------- | ------ |
| 2015 | 8. Korea Drama Awards | Excellence Award, aktorka               | Kim Sa-rang | nominacja |        |
| 2015 | 4. APAN Star Awards   | Excellence Award, aktorka w miniserialu | Kim Sa-rang | nominacja | [ 12 ] |

## Serial internetowy
Powstał także serial internetowy, który jest powiązany z serią, zatytułowany Saranghaneun Eun-dong-a: The Beginning (사랑하는 은동아: 더 비기닝). Jest on prequelem serialu – skupia się on na perypetiach głównych bohaterów w czasach gdy mieli naście i dwadzieścia-parę lat.